# The Golden Years (мини-альбом)
The Golden Years — концертный мини-альбом британской рок-группы Motörhead, выпущенный в 1980 году. Мини-альбом был записан во время турне в поддержку альбома Bomber.
В 1996 году The Golden Years включен в переиздание альбома Bomber в качестве бонус-треков.

## Список композиций
| №  | Название                                                                              | Длительность |
| -- | ------------------------------------------------------------------------------------- | ------------ |
| 1. | «Leaving Here» (Брайан Холланд, Ламонт Дозье, Эдвард Холланд мл.)                     | 3:02         |
| 2. | «Stone Dead Forever» (Иэн «Лемми» Килмистер, Эдди Кларк, Фил «Philthy Animal» Тейлор) | 5:20         |
| 3. | «Dead Men Tell No Tales» (Килмистер, Кларк, Тейлор)                                   | 2:54         |
| 4. | «Too Late, Too Late» (Килмистер, Кларк, Тейлор)                                       | 3:21         |

## Участники записи
- Иэн Фрэйзер «Лемми» Килмистер — бас-гитара, вокал
- Эдди Кларк — гитара, бэк-вокал
- Фил «Philthy Animal» Тейлор — ударные

## Чарты
| Чарт (1980)      | Позиция |
| ---------------- | ------- |
| UK Singles Chart | 8       |